# Bainville-aux-Saules
Bainville-aux-Saules ([bɛ̃ˈvil o ˈsol] ) ist eine französische Gemeinde mit 160 Einwohnern (Stand: 1. Januar 2022) im Département Vosges in der Region Grand Est. Sie gehört zum Arrondissement Neufchâteau (bis 2024 Arrondissement Épinal) und ist Mitglied im Gemeindeverband Communauté de communes de Mirecourt Dompaire. Die Bewohner werden Bainvillois und Bainvilloises genannt.

## Geografie
Die Gemeinde Bainville-aux-Saules liegt etwa auf halbem Weg zwischen Épinal und Vittel im Süden Lothringens. Die Kleinstadt Mirecourt ist 13 Kilometer von Bainville-aux-Saules entfernt. Die östliche Grenze des Gemeindegebietes bildet der Fluss Madon, der hier einige Nebenflüsse aufnimmt (Illon, L’Eau de la Ville, Ruisseau du Poncé). Das Dorf Bainville im Tal des L’Eau de la Ville wird von sanft ansteigenden Hängen flankiert, die im Norden Höhen von 343 m ü. M. (Les Maix) erreichen und im Süden allmählich auf das Hochplateau der Vôge überleiten. Der größte Teil des 5,67 km² großen Gemeindeareals besteht aus landwirtschaftlichen Nutzflächen. Lediglich im Norden und Süden hat die Gemeinde Anteile an Waldgebieten (Bois Bany, Bois du Rouau), zusammen 110 ha. Der höchste Punkt im Gemeindeareal wird mit 381 m auf dem Haut du Loup im Südwesten erreicht. Nachbargemeinden von Bainville-aux-Saules sind Hagécourt im Norden, Begnécourt im Osten, Légéville-et-Bonfays im Südosten, Frénois im Süden, Valfroicourt im Westen sowie Rancourt im Nordwesten.

## Geschichte
1147 tauchte in einer Urkunde erstmals der Ortsname Bainville auf; den Namenszusatz -aux-Saules (übersetzt etwa bei den Weiden) trägt das Dorf seit 1801 zur Unterscheidung der beiden namensgleichen lothringischen Dörfer Bainville-aux-Miroirs und Bainville-sur-Madon. Das Gebiet der heutigen Gemeinde war im Mittelalter zwischen dem Bann von Harol und dem Bann von Uxegney aufgeteilt. Bainville war Teil der Bailliagen Dompaire und Valfroicourt, ab 1751 dann Teil der Vogtei von Darney. Kirchlich gehörte Bainville bis zum Bau einer eigenen Kirche 1866 zur Pfarrei Adompt, deren Pfarrkirche aus dem 12. Jahrhundert stammt. Der lothringische Herzog Leopold verpfändete Bainville 1728 dem Grundherren Marc-César d’Hoffelize aus dem heute belgischen Houffalize. Von 1728 bis zur Französischen Revolution hieß die Gemeinde nach ihrem Herren Hoffelize.

### Bevölkerungsentwicklung
| Jahr      | 1962 | 1968 | 1975 | 1982 | 1990 | 1999 | 2009 | 2021 |
| Einwohner | 170  | 157  | 115  | 108  | 123  | 139  | 126  | 154  |

Im Jahr 1836 wurde mit 347 Bewohnern die bisher höchste Einwohnerzahl ermittelt. Die Zahlen basieren auf den Daten von cassini.ehess und INSEE.

## Sehenswürdigkeiten
- Kirche Saint-Michel (St. Michael) aus dem Jahr 1866 mit 1954 restauriertem Kirchturm
- mehrere Brunnen
- eine über 600 Jahre alte Eiche mit einem Stammdurchmesser von 5,70 m nordwestlich des Dorfkerns

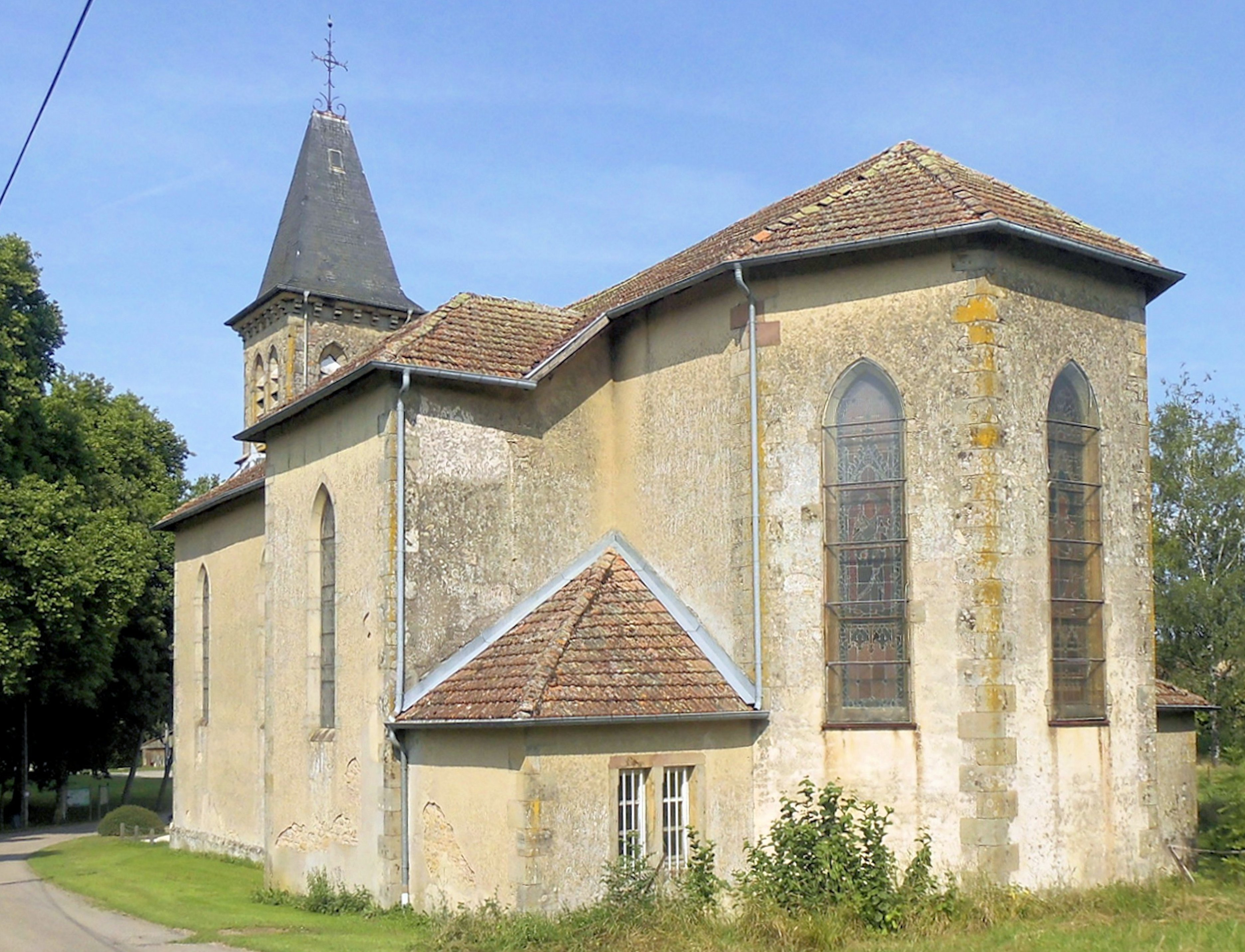
Kirche St. Michael
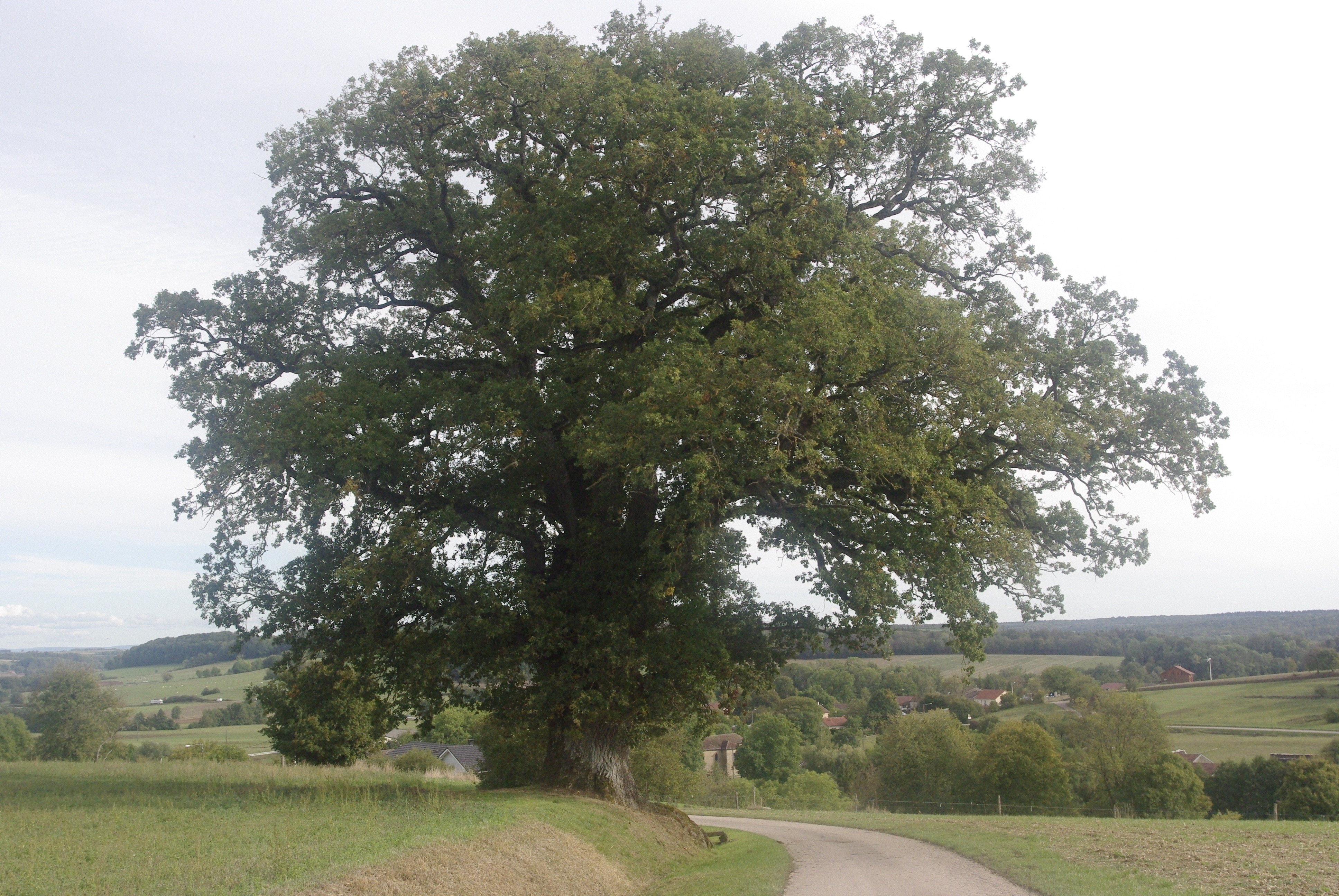
600 Jahre alte Eiche

## Wirtschaft und Infrastruktur
In Bainville-aux-Saules sind zwei Landwirtschaftsbetriebe ansässig (Rinderzucht, Milchviehhaltung). Bainville-aux-Saules ist eines der ursprünglich wirkenden Bauerndörfer im Département Vosges. Im Südwesten der Gemeinde gibt es einen kleinen Weinberg und Streuobstwiesen.
Durch die Gemeinde führt die teilweise zweistreifig ausgebaute Schnellstraße (D 166) von Épinal nach Vittel/Contrexéville.  Unmittelbar östlich von Bainville-aux-Saules verläuft die Fernstraße D 4 von Mirecourt nach Bains-les-Bains.
Der zehn Kilometer von Bainville entfernte Haltepunkt Hymont-Mattaincourt liegt an der Bahnstrecke Merrey–Hymont-Mattaincourt.

## Belege
1. ↑   Bainville-aux-Saules auf vosges-archives.com (Memento vom 27. September 2013 im Internet Archive), PDF-Datei, französisch
2. ↑  Bainville-aux-Saules auf cassini.ehess
3. ↑  Bainville-aux-Saules auf INSEE
4. ↑  Landwirtschaftsbetriebe auf annuaire-mairie.fr (französisch)